# Charles Macey
Charles Macey (* um 1925; † Anfang 2008) war ein US-amerikanischer Jazz-, Rhythm-&-Blues- und Studiomusiker (Gitarre, Pedal Steel Guitar, Hawaiigitarre, auch Banjo, Mandoline).

## Leben und Wirken
Macey arbeitete ab den 1950er-Jahren in New York u. a. als Begleitmusiker von LaVern Baker („St. Louis Blues“), Ruth Brown (One More Time), Baby Boy Jennings, Big Maybelle  und 1962/65 mit Solomon Burke; 1962 spielte er in Chicago bei Bobby Gordon (Old South: New Sound). 1950 hatte er einen Auftritt in dem Dokumentarfilm Who’s Crazy?. In der zweiten Hälfte der 1960er-Jahre wirkte er bei Plattenaufnahmen von Ray Ellis, Esther Phillips, Herbie Mann, Brooks Arthur und Artie Butler mit; zuletzt im Orchester von Max Morath bei der Musikaufnahme des Musicals At The Turn of the Century (1969). 
In dieser Zeit legte Macey ferner unter eigenem Namen auch mehrere Popsingles wie „The Isle of Skorpios“ und „Cotton Candy Love“ vor. Im Bereich des Jazz war er zwischen 1957 und 1969 an 15 Aufnahmesessions beteiligt, außerdem mit Ray Charles („Drown in My Own Tears“. 1959), Leon Redbone („Ain’t Misbehaving (I’m Savin’ My Love for You)“), Mickey & Sylvia, The Coasters, Sam Cooke, Neil Sedaka und Barbara Lewis. Macey komponierte den Titel „Steel Guitar Polka“. In den 1970er-Jahren arbeitete er u. a. auch als Theatermusiker am New Yorker Broadway.